# Metz HB

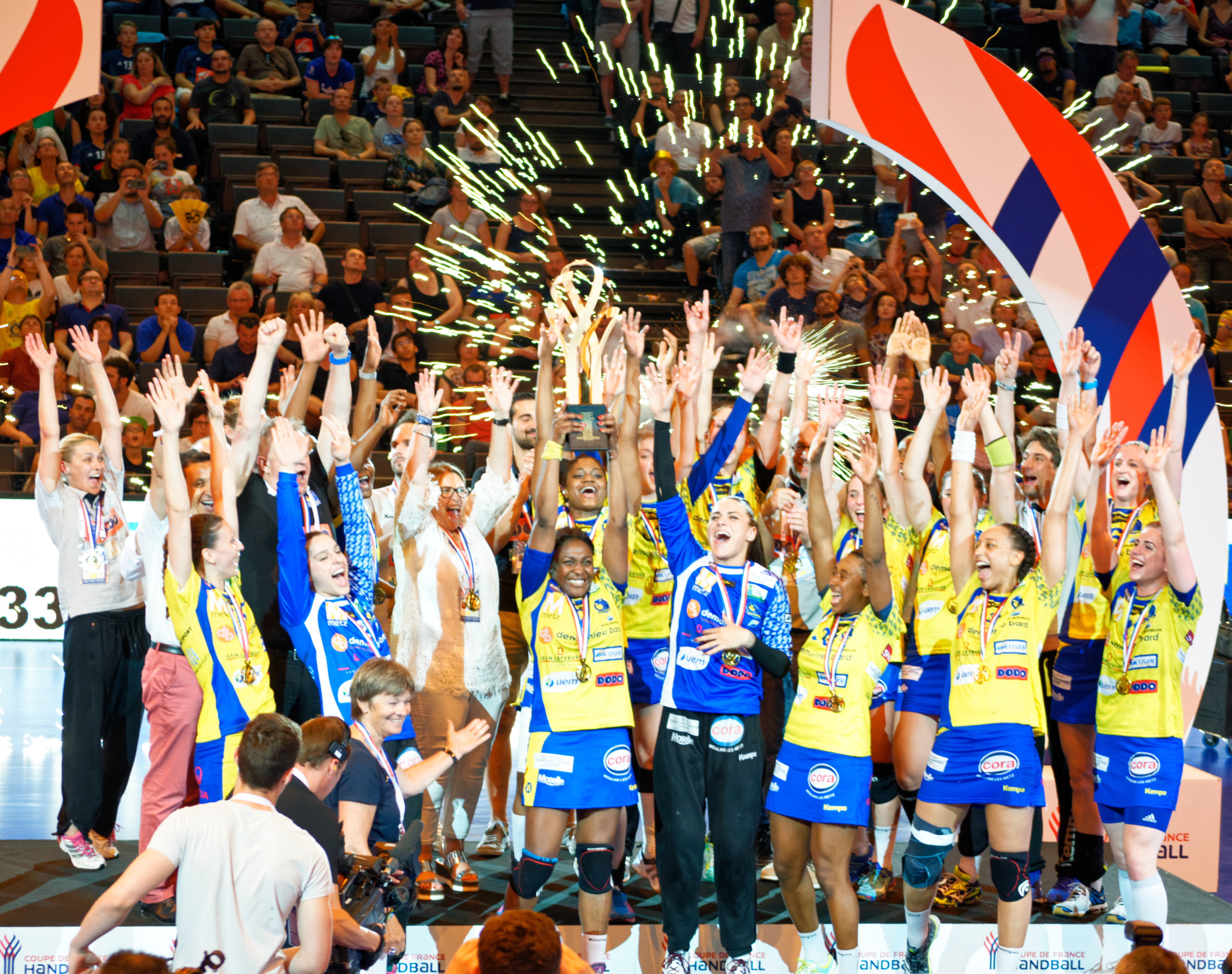
Metz Handball efter segern i finalen av Franska cupen, 2017.

Metz Handball (Metz HB) är en damhandbollsklubb från staden Metz i nordöstra Frankrike, bildad 1967. Klubben spelar sina hemmamatcher i Palais omnisports Les Arènes.
Klubben är den mest framgångsrika i Frankrike nationellt, med 25 mästartitlar (den senaste 2023). Internationellt är de största framgångarna silver i EHF-cupen (nuvarande European League) 2013 och brons i Champions League 2022.

## Officiella klubbnamn
- ASPTT Metz (1967–2002)
- Handball Metz Métropole (2002–2005)
- Handball Metz Moselle Lorraine (H2ML, 2005–2009)
- Metz Handball (2009–)

## Spelartrupp 2023/2024
| Nr | Land      | Pos | Namn                   |
| -- | --------- | --- | ---------------------- |
| 1  | Frankrike | MV  | Camille Depuiset       |
| 16 | Frankrike | MV  | Fatima Camara          |
| 99 | Frankrike | MV  | Hatadou Sako           |
| 3  | Frankrike | M9  | Ludyvine Kaakil-Talaba |
| 4  | Tyskland  | M9  | Alina Grijseels        |
| 5  | Frankrike | V6  | Nelya Goval            |
| 6  | Frankrike | V6  | Chloé Valentini        |
| 7  | Tyskland  | M6  | Merle Albers           |
| 8  | Danmark   | V9  | Anne Mette Hansen      |
| 9  | Frankrike | H6  | Delia Golvet           |
| 10 | Danmark   | M9  | Kristina Jørgensen     |
| 11 | Kroatien  | M6  | Mia Brkic              |

| Nr | Land      | Pos | Namn             |
| -- | --------- | --- | ---------------- |
| 17 | Frankrike | M9  | Claire Koestner  |
| 19 | Danmark   | H9  | Louise Burgaard  |
| 21 | Kroatien  | H9  | Andela Zagar     |
| 23 | Frankrike | V6  | Zaliata Mlamali  |
| 24 | Frankrike | V9  | Emma Jacques     |
| 27 | Frankrike | M6  | Sarah Bouktit    |
| 28 | Frankrike | H6  | Lucie Granier    |
| 31 | Frankrike | V9  | Djazz Chambertin |
| 42 | Frankrike | H6  | Emma Tuccella    |
| 51 | Ungern    | M9  | Lily Balassi     |
| 70 | Frankrike | H6  | Julie Le Blevec  |
| 98 | Frankrike | H6  | Manon Errard     |

## Meriter
- Franska mästare: (25) 1989, 1990, 1993, 1994, 1995, 1996, 1997, 1999, 2000, 2002, 2004, 2005, 2006, 2007, 2008, 2009, 2011, 2013, 2014, 2016, 2017, 2018, 2019, 2022, 2023
- Franska cupmästare: (12) 1990, 1994, 1998, 1999, 2010, 2013, 2014, 2017, 2019, 2022, 2023, 2024
- Champions League:  Brons 2022
- EHF-cupen / European League:  Silver 2013

## Spelare i urval
- Jekaterina Andrjusjina (2011–2015)
- Camille Ayglon-Saurina (2008–2010)
- Yvette Broch (2011–2015, 2021)
- Béatrice Edwige (2016–2019)
- Andrea Farkas (2000–2002)
- Laura Glauser (2010–2020)
- Ana Gros (2014–2018)
- Tamara Horacek (2014–2017, 2021–)
- Manon Houette (2017–2021)
- Amandine Leynaud (2004–2012)
- Nodjialem Myaro (1995–2002)
- Allison Pineau (2009–2012)
- Grâce Zaadi (2012–2020, 2022)